# Train de nuit (film, 2007)
Pour les articles homonymes, voir Train de nuit (homonymie).
Pour plus de détails, voir Fiche technique et Distribution.
Train de nuit (夜车, Yè chē) est un drame chinois de Diao Yi'nan sorti en 2007.

## Synopsis
Wu Hongyan, trente-cinq ans, gardienne de prison (elle aide à l'exécution des femmes condamnées à mort, dans la Province de Shaanxi), prend le train de nuit tous les week-ends pour la grande ville, avec l'espoir de trouver l'amour...

## Fiche technique
- Titre original : 夜车, Yè chē
- Réalisation et scénario : Diao Yi'nan
- Directeur de la photographie : Dong Jingsong
- Pays : Chine

## Distribution
- Liu Dan : Wu Hongyan
- Qi Dao : Li Jun

## Récompenses
- Le film a reçu le prix spécial du jury et Liu Dan a reçu le prix de la meilleure actrice au Festival International du Cinéma Indépendant de Buenos Aires